# Kimball County
Kimball County ist ein County im Bundesstaat Nebraska der Vereinigten Staaten. Der Verwaltungssitz (County Seat) ist Kimball.

## Geographie
Das County liegt im äußersten Westen von Nebraska, grenzt im Süden an Colorado, im Westen an Wyoming und hat eine Fläche von 2466 Quadratkilometern, wovon 2 Quadratkilometer Wasserfläche sind. Es grenzt in Nebraska im Uhrzeigersinn an folgende Countys: Banner County und Cheyenne County.

## Geschichte
Kimball County wurde 1888 gebildet. Benannt wurde es nach dem Eisenbahnpionier Thomas L. Kimball.
Fünf Bauwerke und Stätten des Countys sind im National Register of Historic Places eingetragen (Stand 11. Februar 2018).

## Demografische Daten

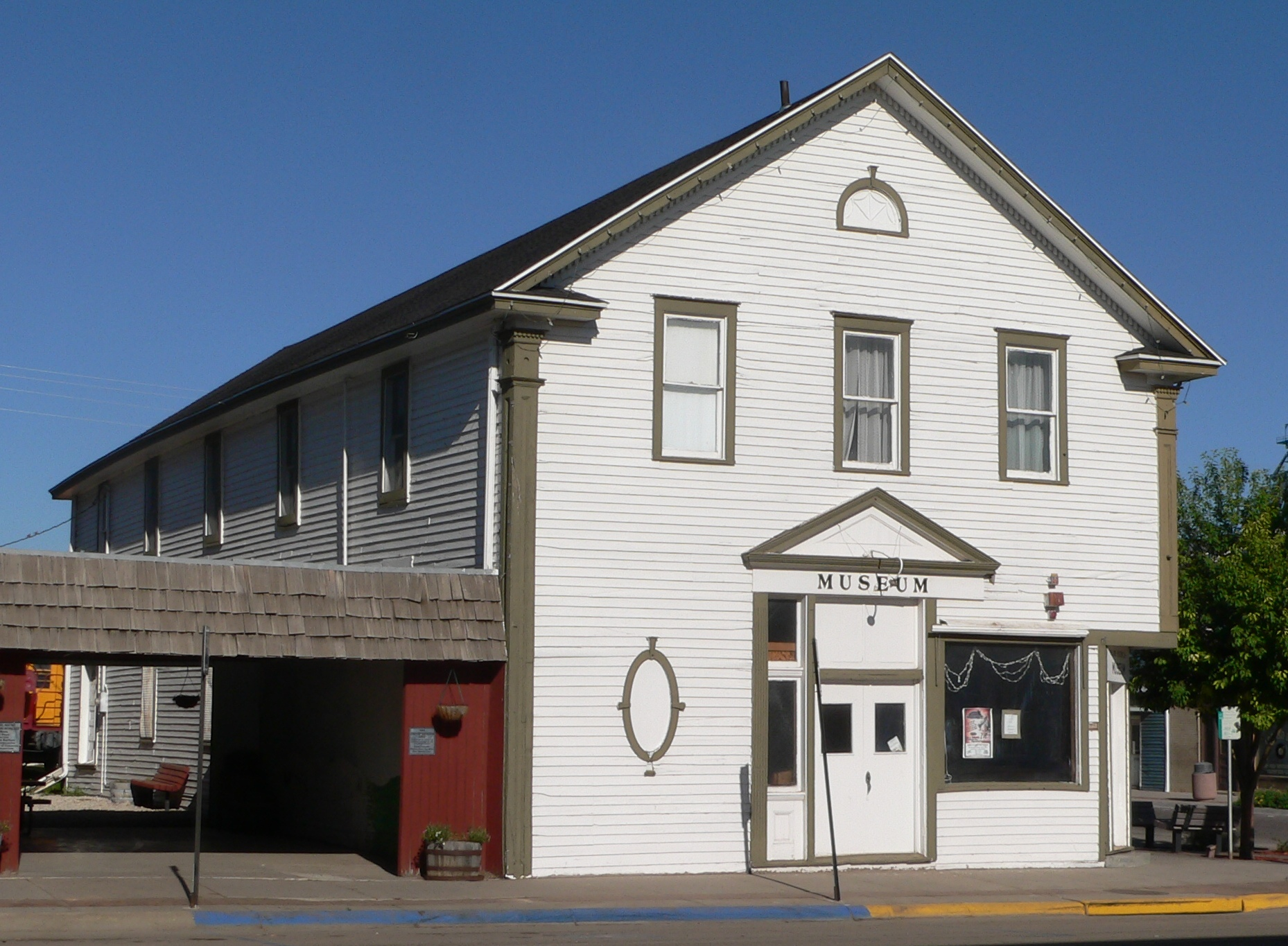
Fraternal Hall, gelistet im NRHP

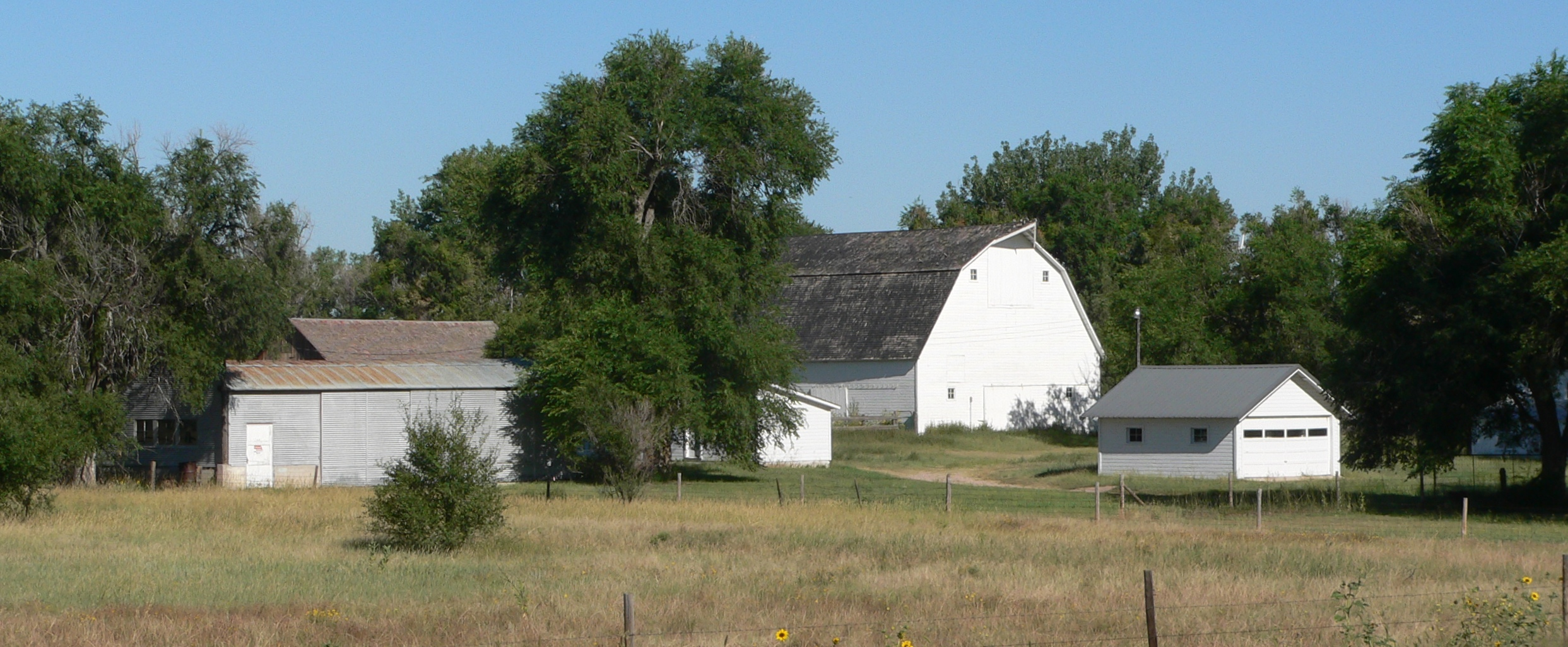
Gridley-Howe-Faden-Atkins Farmstead, gelistet im NRHP

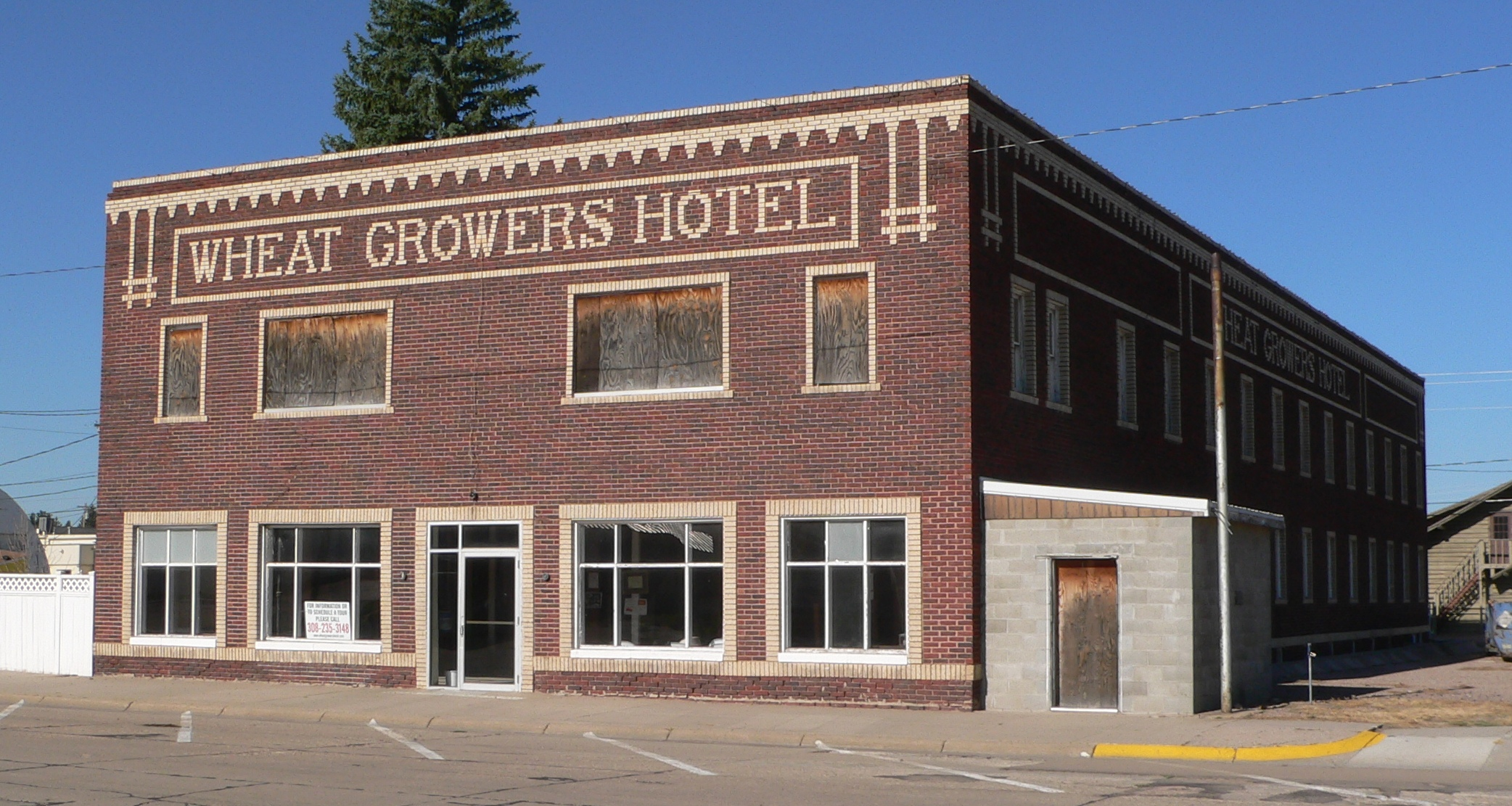
Wheat Growers Hotel, gelistet im NRHP

Nach der Volkszählung im Jahr 2000 lebten im Kimball County 4089 Menschen. Davon waren 60 Personen in Sammelunterkünften untergebracht, die anderen Einwohner lebten in 1727 Haushalten und 1136 Familien. Die Bevölkerungsdichte betrug 2 Einwohner pro Quadratkilometer. Ethnisch betrachtet setzte sich die Bevölkerung zusammen aus 97,0 Prozent Weißen, 0,2 Prozent Afroamerikanern, 0,7 Prozent amerikanischen Ureinwohnern, 0,1 Prozent Asiaten und 0,7 Prozent aus anderen ethnischen Gruppen; 1,4 Prozent stammten von zwei oder mehr Ethnien ab. 3,3 Prozent der Bevölkerung waren spanischer oder lateinamerikanischer Abstammung.
Von den 1727 Haushalten hatten 26,3 Prozent Kinder und Jugendliche unter 18 Jahre, die bei ihnen lebten. 56,1 Prozent waren verheiratete, zusammenlebende Paare, 6,7 Prozent waren allein erziehende Mütter, 34,2 Prozent waren keine Familien, 30,5 Prozent waren Singlehaushalte und in 15,4 Prozent lebten Menschen im Alter von 65 Jahren oder darüber. Die Durchschnittshaushaltsgröße betrug 2,33 und die durchschnittliche Familiengröße lag bei 2,89 Personen.
Auf das gesamte County bezogen setzte sich die Bevölkerung zusammen aus 24,7 Prozent Einwohnern unter 18 Jahren, 5,9 Prozent zwischen 18 und 24 Jahren, 23,0 Prozent zwischen 25 und 44 Jahren, 25,3 Prozent zwischen 45 und 64 Jahren und 21,0 Prozent waren 65 Jahre alt oder darüber. Das Durchschnittsalter betrug 43 Jahre. Auf 100 weibliche Personen kamen 95,6 männliche Personen. Auf 100 Frauen im Alter von 18 Jahren oder darüber kamen statistisch 91,2 Männer.
Das jährliche Durchschnittseinkommen eines Haushalts betrug 30.586 USD, das Durchschnittseinkommen der Familien betrug 35.880 USD. Männer hatten ein Durchschnittseinkommen von 28.300 USD, Frauen 16.863 USD. Das Prokopfeinkommen betrug 17.525 USD. 9,1 Prozent der Familien und 11,1 Prozent der Bevölkerung lebten unterhalb der Armutsgrenze. Darunter waren 12,3 Prozent Kinder und Jugendliche unter 18 Jahre und 5,9 Prozent Personen ab 65 Jahren.

## Orte im County
- Bushnell
- Dix
- Jacinto
- Kimball
- Oliver